# Marie-Josèphe Bertrand
Marie-Josèphe Bertrand (1886-1970), née Martail et surnommée Joze’r C’hoed ou, par les chanteurs actuels, « Madame Bertrand »,, est une chanteuse traditionnelle bretonne de Canihuel en Pays Fañch.

## Biographie
Marie-Joséphine Martail, dit Josée, naît le 10 mai 1886, au village de Resterolet en Plounévez-Quintin,. Elle grandit dans une famille pauvre de journaliers agricoles où le chant tient une place centrale. Fille de chanteurs, elle acquiert ainsi par imprégnation son style, le répertoire de ses parents constitué de chants à écouter, à danser, à la marche. Elle commence sa « carrière » à l'âge de 12 ans, se produisant en public lors des veillées, foires, mariages, accompagnée parfois de son père ou de ses sœurs.
En avril 1902, âgée de 15 ans, elle se marie à un sabotier de Saint-Nicolas-du-Pélem, Vincent Bertrand (alias Mathurin ou Mataô) et donne naissance à l'âge de 17 ans au premier de leurs six enfants. Ils vivent dans une hutte (lochenn) au confort très rudimentaire au milieu d'une hêtraie, d'où son surnom de Joze’r C’hoed (« Josée du bois »). Elle apprend dans cette vie au milieu des bois à connaître les plantes médicinales et exerce ses talents de guérisseuse, sollicitée par les paysans.
En 1919, après le retour de son mari parti à la guerre, ils démarrent une vie sédentaire en exerçant leur métier de sabotier à Canihuel. En 1924, Madame Bertrand ouvre un café où elle installe un piano mécanique qui diffuse des airs parisiens ; on y danse des valses, javas et autres danses kof ha kof (« ventre contre ventre »). Ses clients la respectent en raison de son autorité et de sa réputation de « sorcière ».
Madame Bertrand chante durant ses tâches quotidiennes et pour animer des rassemblements, dont la fête communale de Canihuel dans les années 1950. À l'arrivée du fest-noz « moderne », son fils Guillaume l'emmène y participer à des concours où elle remporte des premiers prix dans la catégorie mélodie. N'ayant pas pratiqué le chant à danser depuis sa jeunesse, elle décide de ne pas mener la danse avec une commère ou un compère.
Récipiendaire de nombreux chants traditionnels, elle est découverte par Georges Cadoudal, Étienne Rivoallan et Jean Le Jeane, sonneurs de la nouvelle vague traditionnelle bretonne des années 1960. Son répertoire fait l'objet de quatre collectages par Claudine Mazéas, entre 1959 et 1965.
Cependant, vers 1965, sa santé décline. Elle se résout à entrer en maison de retraite, à Trébrivan, où elle finit ses jours, s'éteignant le 2 mai 1970 à 84 ans.

## Répertoire et influence
Madame Bertrand possède un répertoire important, d'abord acquis auprès de sa famille, voire de voisins, puis, probablement, auprès d'autres sabotiers et des clients de son bistrot. Lors des fêtes, elle alternait les chansons tristes et gaies, toujours en breton, à l'exception de textes comiques qu'elle affectionne, comme Trafalgar la Mouquère (« Trempe ton cul dans la soupière tu m'diras si c'est chaud »). Certaines paroles un peu farfelues ou même osées sont écrites par Marcel Jacob, un vagabond du pays (foeter-bro). Lorsqu'elle interprétait une gwerz ou mélodie (Al lez-vamm, Ar verjelenn...), elle ne souhaitait pas être interrompue, car « elle vivait ses chansons » selon Jean Le Jeane.
Certains - tel que Denez Prigent - la considèrent comme « la plus grande chanteuse de gwerzioù de Bretagne ». Son interprétation de la gwerz Skolvan, qualifiée de « cantique », est restée célèbre. Marcel Guilloux déclare à son propos « à 70 ans elle avait une voix. Je n'en ai jamais entendu une autre ».
Elle influencera de jeunes chanteurs comme Erik Marchand, Yann-Fañch Kemener ou Marthe Vassallo,.

## Discographie
- Marie-Josèphe Bertrand, chanteuse du Centre-Bretagne. Coll. « Grands interprètes de Bretagne » Vol. 4. CD 22 titres + livret 100 pages. Dastum, 2008, distribué par Coop Breizh.

### Compilations
- 1978 : Bro Fañch, cahier Dastum n°5
- 1989 : Tradition chantée de Bretagne : Les sources du Barzaz-Breiz aujourd'hui, Vol 1
- 2000 : L'archipel des musiques bretonnes, Yves Defrance
- 2002 : Dastum 30 vloaz 1972-2002
- 2009 : Bretagne - Enregistrements réalisés entre 1900 et 2006, « France : Une Anthologie Des Musiques Traditionnelles », Vol 1